# العونات
العونات (به فرانسوی: Laâounate) یک شهرک در مراکش است که در استان سیدی بنور واقع شده‌است. العونات ۱۸٬۲۵۸ نفر جمعیت دارد.